# Sibundoy (ort)
Sibundoy är en ort i Colombia.   Den ligger i departementet Putumayo, i den sydvästra delen av landet, 500 km sydväst om huvudstaden Bogotá. Sibundoy ligger 2 110 meter över havet och antalet invånare är 9 458.
Terrängen runt Sibundoy är varierad. Sibundoy ligger nere i en dal. Runt Sibundoy är det glesbefolkat, med 13 invånare per kvadratkilometer. Sibundoy är det största samhället i trakten. I omgivningarna runt Sibundoy växer i huvudsak städsegrön lövskog.